# Ка-118
Ка-118 — проект легкого многоцелевого вертолёта одновинтовой схемы без рулевого винта ОКБ Камова.
В основу разработки проекта ОКБ Н. И. Камова была положена идея по созданию вместо рулевого винта или фенестрона струйной системы компенсации реактивного момента несущего винта и осуществления путевого управления одновинтовым вертолётом. Для летных испытаний был переоборудован экспериментальный Ка-26СС, на нём установили прототип хвостовой балки со струйной системой вместо двух штатных хвостовых балок с горизонтальным и вертикальным оперением.

Основные элементы конструкции (фюзеляж, хвостовая балка, шасси, несущая система) Ка-118 аналогичны вертолётам подобного класса. Основное отличие проекта заключается в конструкции хвостового оперения и отсутствии традиционного рулевого винта.
Данная схема даёт выигрыш в аэродинамическом сопротивлении планера, что обеспечивает достижение больших скоростей полета (крейсерской и максимальной). Вертолёт такой схемы менее подвержен поперечным вибрациям, и избавлен от недостатков, связанных с наличием рулевого винта, как возможность попадания в режим «вихревого кольца» и вероятность разрушения при задевании за препятствия, приводящих к тяжёлым лётным происшествиям.
Основное отличие вертолёта Ка-118 в части двигательной установки заключается в наличии вентиляторной установки с приводом от главного редуктора. Она создает избыточное давление воздуха, который по каналу в хвостовой балке подаётся к управляемому струйному соплу. Хвостовая балка оканчивается вертикальным V-образным оперением и неподвижным стабилизатором.
Технические характеристики
- Экипаж: 1
- Пассажировместимость: 5-7
- Грузоподъёмность: 0,8 т (внутри), 1,2 т (на внешней подвеске)
- Длина: 10 м
- Диаметр несущего винта: 11 м
- Высота: 2,6 м
- Нормальная взлётная масса: 2,15 т
- Максимальная взлётная масса: 2,7 т

Лётные характеристики
- Максимальная скорость: 330 км/ч